# 대한민국 민법 제693조
대한민국 민법 제693조는 임치의 의의에 대한 민법 채권법 각칙 조문이다.

## 조문
제693조(임치의 의의) 임치는 당사자 일방이 상대방에 대하여 금전이나 유가증권 기타 물건의 보관을 위탁하고 상대방이 이를 승낙함으로써 효력이 생긴다.

## 판례
- 냉동을 위한 생선임치계약에 있어 출고시에 임치인이 이의없이 수치물인생선을 반환받았으면 수탁자의 책임이 면제된다는 사실인 관습이 있는 거래지방에 있어서는 그에 따라 임치계약을 해석하여야 할 것이다.[1]

## 같이 보기
- 임치